# Sikorsky S-92

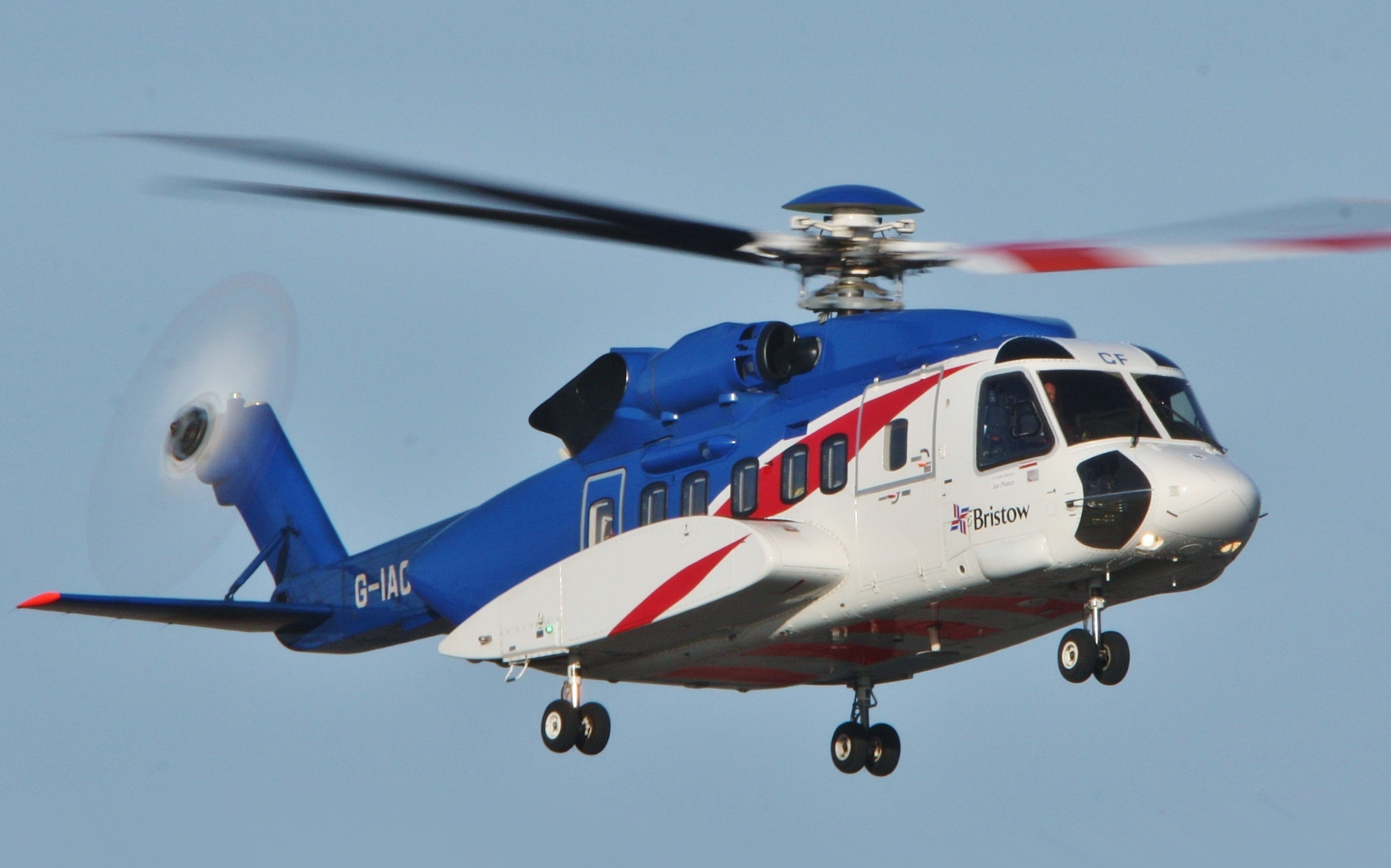
Um S-92 da Bristow Helicopters.

O Sikorsky S-92 é um helicóptero de dois motores construído pela empresa Sikorsky Aircraft para uso civil e militar.
O S-92 foi desenvolvido a partir do modelo S-70 e possui muitas similaridades como os sistemas de controle de voo e rotores.
O H-92 Superhawk é a versão militar do S-92 e é utilizado principalmente para transporte, capaz de carregar até 22 soldados. O H-92 também pode ser configurado para missões específicas, incluindo busca e Salvamento e transporte de executivos.

## Utilizadores

### Empresas civis
- Brasil[7]
- Brunei
- Canadá
- China
- Noruega
- Catar
- Estados Unidos

### Agências governamentais
- Japão
- Azerbaijão
- Bahrein
- Irlanda
- Arábia Saudita
- Coreia do Sul
- Tailândia
- Turquia
- Turquemenistão
- Reino Unido

### Militares
- Canadá
- Kuwait
- Estados Unidos